# Miarkís
El riu Miarkís (en belarús Мерычанка o Мяркіс (Merychyanka, Myarkis)) és un riu que flueix per Lituània i Belarús. Neix a uns 18 kilòmetres d'Ašmiany, en territori belarús, i durant els 15 primers kilòmetres flueix per aquest país, per després entrar a Lituània. Acaba desembocant al riu Neman, a la localitat de Merkinė.
Els principals afluents són:
- Šalčia, Verseka, Duobupis, Ūla, Grūda, Skroblus (pel marge esquerre);
- Lukna, Geluža, Spengla, Varėnė, Nedingis (pel marge dret).

A la riba del riu hi trobem la ciutat lituana de Varėna. La conca del Miarkís té el bosc més gran de tot Lituània, anomenat, Dainavos giria. Gran part d'aquesta regió es troba protegida sota el Parc Nacional Dzūkija.